# Casa Zala
Casa Zala, cunoscută și sub numele de Casa Alexandru Friedmann, sau Casa cu piatra de poticnire, Stolperstein, este un imobil istoric situat în Piața Romanilor, nr. 8, în cartierul Fabric din Timișoara.
Face parte din Situl urban „Fabric” (II), monument istoric cod LMI TM-II-s-B-06097.

## Istorie
Autorizația de construire pentru imobil a fost emisă către Tunner Lajos, la data de 13 martie 1897.
În primele decenii ale secolului al XX-lea, proprietar a fost Ferenc Zala (nume maghiarizat din Zeidner). În anul 1931, Ferenc Zala a decedat, lăsând casa în proprietatea soției sale, Regina, și a copiilor Elena și Andrei.
Ulterior, Regina s-a recăsătorit cu Alexandru Friedmann, un comerciant prezentat ca proprietar al clădirii atât în catalogul comercial din 1938, cât și în Lista abonaților telefonici din 1959. Fiica cuplului Zala, Elena, s-a căsătorit cu Lorand Bloch, născut în 1909. În anul 1941, Lorand Bloch a fost trimis în lagărul de muncă de la Păuliș-Ghioroc (județul Arad), unde a decedat la data de 12 noiembrie 1943.

## Descriere
Clădirea a fost proiectată în stil Art Nouveau, curentul Secession, având fațada decorată cu capete de leu și păsări turul, aceasta find completată cu balconul având elemente tipice de fier forjat, caracteristice arhitecturii de la începutul sfârșitul secolului al XIX-lea.